# 矢幅駅

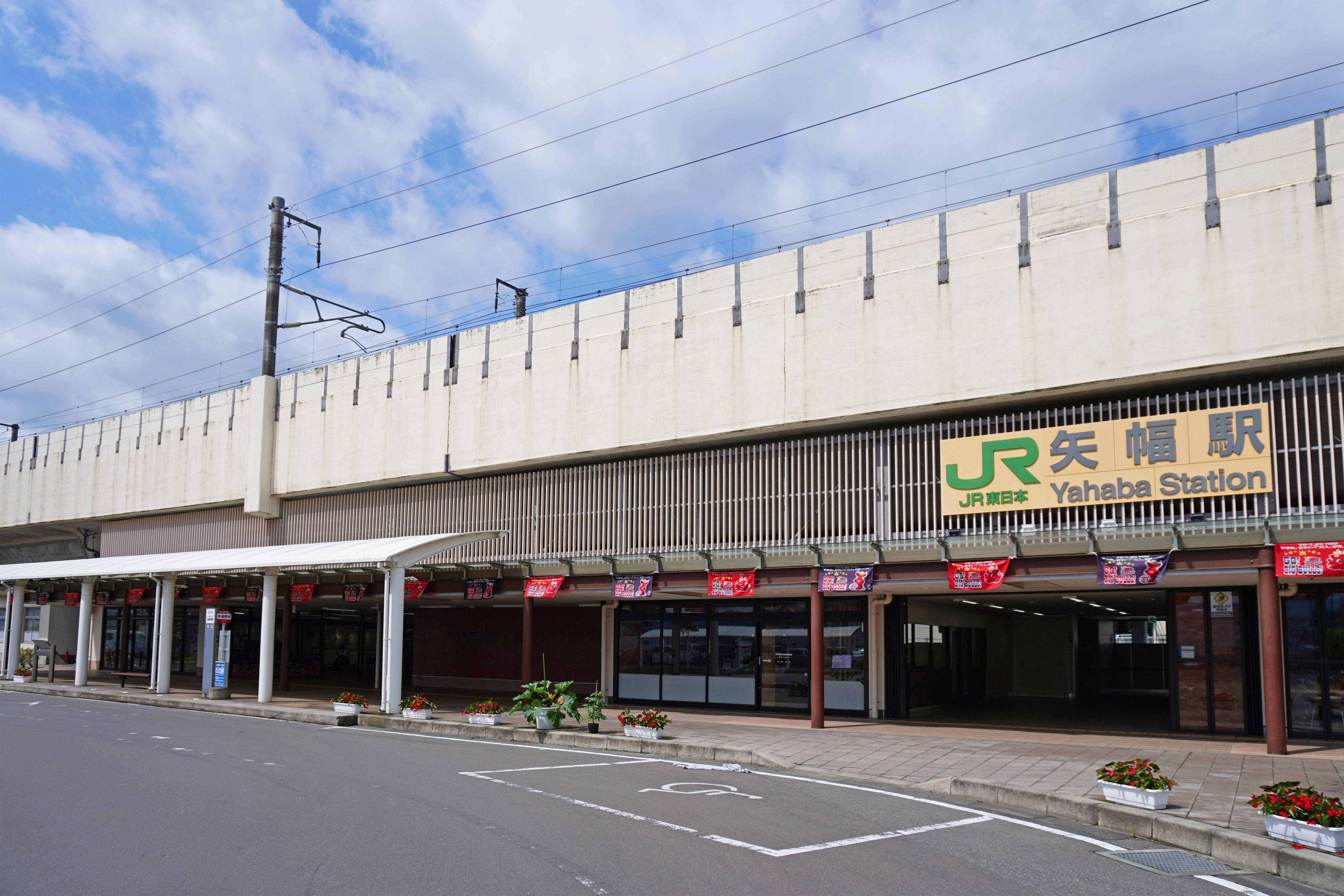
東口（2023年6月）

矢幅駅（やはばえき）は、岩手県紫波郡矢巾町駅東1丁目にある、東日本旅客鉄道（JR東日本）東北本線の駅。
快速「はまゆり」が停車する。

## 歴史

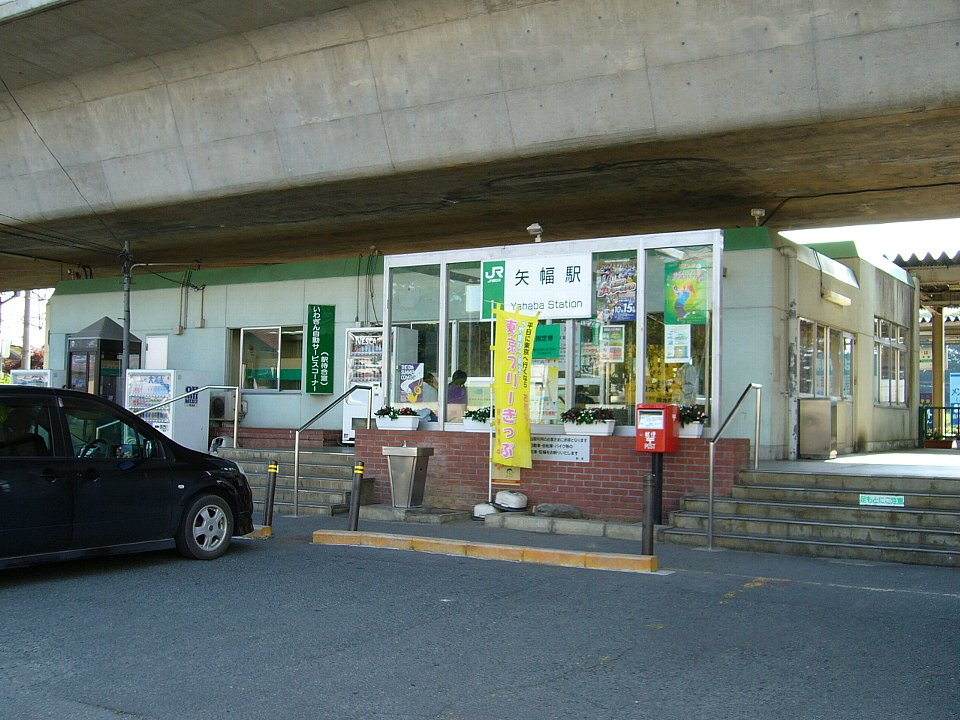
旧駅舎（2006年8月）

- 1898年（明治31年）9月1日：日本鉄道の駅として開業[2][3]。
- 1906年（明治39年）11月1日：日本鉄道が国有化され[3]、官設鉄道の駅となる。
- 1977年（昭和52年）3月15日：東北新幹線高架下に駅舎を改築[新聞 2]。
- 1985年（昭和60年）3月14日：荷物の扱いを廃止[3]。
- 1987年（昭和62年）4月1日：国鉄分割民営化により、東日本旅客鉄道の駅となる[3]。
- 2005年（平成17年）3月10日：業務委託化。矢幅駅長（盛岡駅助役待遇）を廃止。
- 2007年（平成19年）
  - 2月：仮駅舎の建設工事開始[新聞 3]。
  - 3月24日：仮駅舎の供用を開始[新聞 4]。
  - 3月28日：橋上駅舎化に着手[新聞 4]。
- 2008年（平成20年）3月15日：橋上駅舎の新駅舎が供用を開始[新聞 1]。窓口営業時間を延長。
- 2009年（平成21年）3月14日：快速「はまゆり」停車駅となる。
- 2013年（平成25年）8月9日：秋田・岩手豪雨により駅内の線路が水没[注 1][4]。
- 2023年（令和5年）5月27日：ICカード「Suica」の利用が可能となる[報道 1][報道 2]。
- 2024年（令和6年）10月1日：えきねっとQチケのサービスを開始[1][報道 3]。

## 駅構造
単式ホーム1面1線と島式ホーム1面2線、合計2面3線のホームを持つ地上駅で、橋上駅舎を有する。東口は東北新幹線の高架下にあり、多目的ホール、インフォメーションコーナーを併設する。西口は交通広場となっている。
旧駅舎は東北新幹線高架下に、1977年（昭和52年）に建設された。現在の橋上駅は整備計画を2000年（平成12年）に策定された。2007年（平成19年）3月24日に仮駅舎となり、3月28日には工事安全祈願祭が行われた。事業費は14億4300万円で、JR東日本が1億円、矢巾町は13億4300万円の負担である。新駅舎は2008年（平成20年）3月15日ダイヤ改正より供用が開始された。構造は鉄骨造2階建てで、東西両入口と改札階（自由連絡通路）、ホームと改札階の間にエレベーターとエスカレーターが設置されている。
盛岡駅管理の業務委託駅（JR東日本東北総合サービス委託）である。みどりの窓口、自動券売機、簡易Suica改札機が設置されている。NewDays矢幅店が駅東口に設置されていたが、2018年（平成30年）3月30日をもって閉店した。
矢巾町の住居表示の変更に伴い、2019年（令和元年）6月29日より旧表示（又兵エ新田第5地割50-2）から現在のものへ変更された。
2023年（令和5年）3月18日から当駅始発・終着列車が設定された。

### のりば
| 番線 | 路線      | 方向 | 行先             | 備考                |
| ---- | --------- | ---- | ---------------- | ------------------- |
| 1    | ■東北本線 | 上り | 花巻・一ノ関方面 |                     |
| 2・3 | ■東北本線 | 下り | 盛岡方面         | 2番線は一部列車のみ |

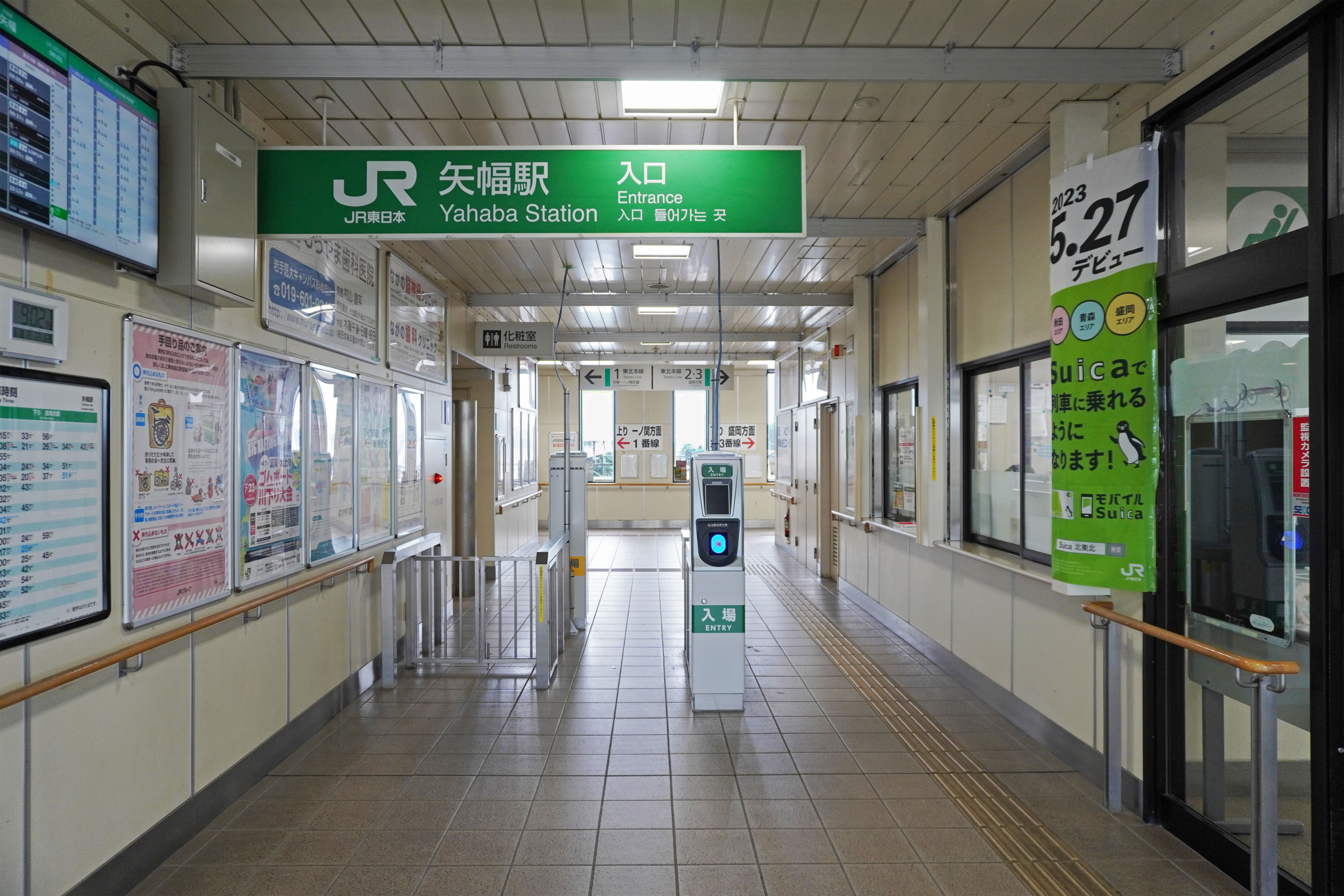
改札口（2023年6月）
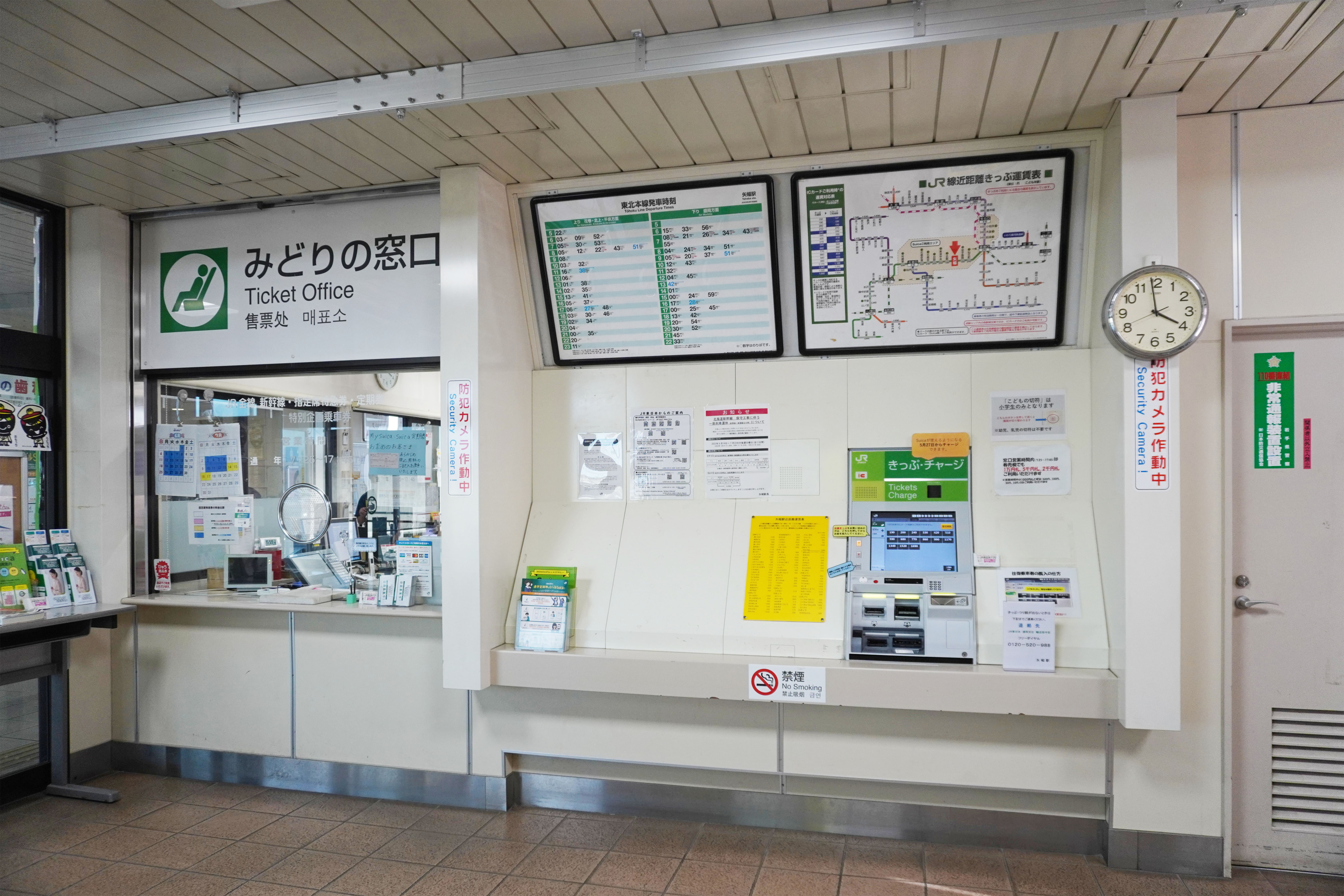
切符売り場（2023年6月）
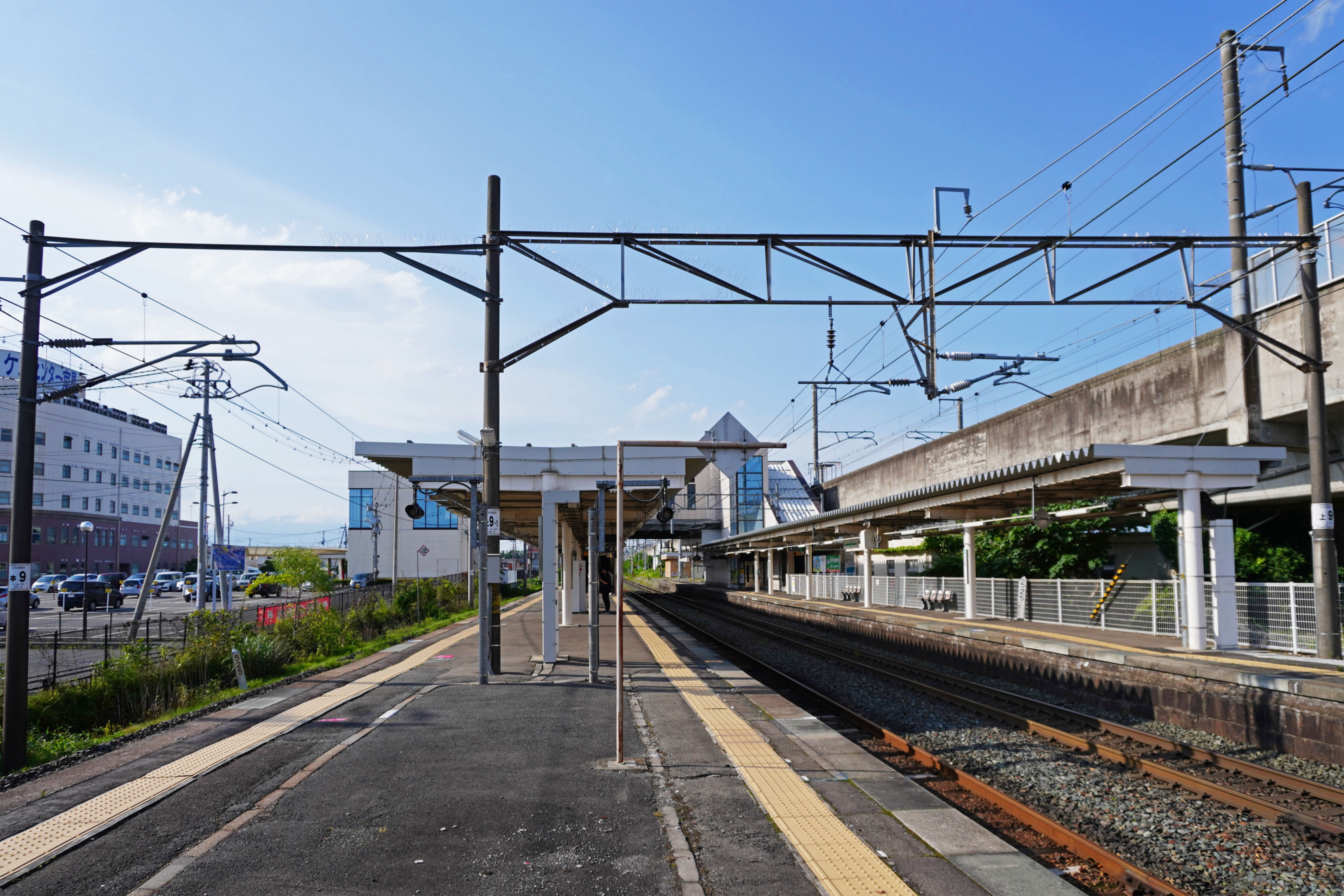
ホーム（2023年6月）

## 利用状況
JR東日本によると、2023年度（令和5年度）の1日平均乗車人員は2,990人である。
2000年度（平成12年度）以降の推移は以下のとおりである。
| 1日平均乗車人員推移 | 1日平均乗車人員推移 | 1日平均乗車人員推移 | 1日平均乗車人員推移 | 1日平均乗車人員推移 |
| 年度                | 定期外              | 定期                | 合計                | 出典                |
| ------------------- | ------------------- | ------------------- | ------------------- | ------------------- |
| 2000年（平成12年）  |                     |                     | 2,734               | [ 利用客数 2 ]      |
| 2001年（平成13年）  |                     |                     | 2,698               | [ 利用客数 3 ]      |
| 2002年（平成14年）  |                     |                     | 2,760               | [ 利用客数 4 ]      |
| 2003年（平成15年）  |                     |                     | 2,737               | [ 利用客数 5 ]      |
| 2004年（平成16年）  |                     |                     | 2,777               | [ 利用客数 6 ]      |
| 2005年（平成17年）  |                     |                     | 2,766               | [ 利用客数 7 ]      |
| 2006年（平成18年）  |                     |                     | 2,709               | [ 利用客数 8 ]      |
| 2007年（平成19年）  |                     |                     | 2,689               | [ 利用客数 9 ]      |
| 2008年（平成20年）  |                     |                     | 2,754               | [ 利用客数 10 ]     |
| 2009年（平成21年）  |                     |                     | 2,756               | [ 利用客数 11 ]     |
| 2010年（平成22年）  |                     |                     | 2,751               | [ 利用客数 12 ]     |
| 2011年（平成23年）  |                     |                     | 2,793               | [ 利用客数 13 ]     |
| 2012年（平成24年）  | 629                 | 2,211               | 2,840               | [ 利用客数 14 ]     |
| 2013年（平成25年）  | 634                 | 2,363               | 2,997               | [ 利用客数 15 ]     |
| 2014年（平成26年）  | 611                 | 2,307               | 2,918               | [ 利用客数 16 ]     |
| 2015年（平成27年）  | 625                 | 2,326               | 2,952               | [ 利用客数 17 ]     |
| 2016年（平成28年）  | 637                 | 2,320               | 2,958               | [ 利用客数 18 ]     |
| 2017年（平成29年）  | 646                 | 2,379               | 3,025               | [ 利用客数 19 ]     |
| 2018年（平成30年）  | 656                 | 2,368               | 3,024               | [ 利用客数 20 ]     |
| 2019年（令和元年）  | 704                 | 2,441               | 3,145               | [ 利用客数 21 ]     |
| 2020年（令和02年）  | 481                 | 2,348               | 2,830               | [ 利用客数 22 ]     |
| 2021年（令和03年）  | 478                 | 2,312               | 2,790               | [ 利用客数 23 ]     |
| 2022年（令和04年）  | 547                 | 2,343               | 2,890               | [ 利用客数 24 ]     |
| 2023年（令和05年）  | 643                 | 2,346               | 2,990               | [ 利用客数 1 ]      |

## 駅周辺
自治体名の「矢巾」にたいして駅名は「矢幅」と違う漢字を使用している。歴史としては「矢幅」のほうが古く、現在も駅周辺の地名に残る。

### 東口
- 徳丹城跡（矢巾町歴史民俗資料館）
- 矢巾ショッピングセンター
  - マックスバリュ矢巾店
  - ホーマック矢巾店
  - ショッピングモール アルコ
- 矢巾町活動交流センター「やはぱーく」
- 矢幅郵便局
- 岩手銀行矢巾支店
- 東北銀行矢巾支店
- 盛岡信用金庫矢巾支店
- 岩手医科大学矢巾キャンパス
- 岩手医科大学附属病院
- 岩手県立療育センター
- 岩手県産業技術短期大学校
- 岩手県立不来方高等学校
- 岩手県消防学校（総合防災センター併設）
- スーパーホテル矢巾駅東口
- ホテルルートイン矢巾

### 西口
- 矢巾町役場、矢巾町民総合体育館、田園ホール（矢巾町文化会館）
- ユニバース矢巾店
- ケアセンター南昌 (医療福祉多機能ビル)
- 矢巾町立矢巾中学校

## バス路線
矢幅駅前
- 岩手県交通
  - 北高田線（513）：矢巾営業所 / 盛岡駅
  - 北高田線（514）：盛岡駅
  - 矢巾医大線：医大矢巾キャンパス
  - 矢巾町市街地循環バス：医大附属病院前方面 / 町営住宅前・不来方高校方面

矢幅駅西口
- 南部バス（岩手県北自動車南部支社）
  - MICHINORI EXPRESS：新宿・川崎方面（八戸方面は当停留所から乗車できない）[6][7]

## 隣の駅
東日本旅客鉄道（JR東日本）
■東北本線
□快速「はまゆり」（1・2・5・6号）
花巻駅 - 矢幅駅 - 盛岡駅
□快速「はまゆり」（53・54号）・■普通
古館駅 - 矢幅駅 - （盛岡貨物ターミナル駅） - 岩手飯岡駅

### 記事本文